# Fernand Ledoux
Fernand Ledoux (Tienen, 24 gennaio 1897 – Villerville, 21 settembre 1993) è stato un attore francese.

## Biografia
Nacque in Belgio da un grossista di vini e da una sarta. Frequentò l'università a Tirlemont e il seminario a Sint-Truiden.
Dopo la prima guerra mondiale, nel 1919, si trasferì a Parigi e iniziò a seguire i corsi di Raphaël Duflos al Conservatorio nazionale d'arte drammatica. Iniziò così a recitare in piccoli ruoli alla Comédie-Française.
Nel 1920 prese la cittadinanza francese. L'anno successivo fu nel cast del film L'Atlantide, diretto da Jacques Feyder.
Nel 1942 terminò la carriera alla Comédie-Française per dedicarsi completamente al cinema.
Dal 1958 al 1967 tenne corsi di recitazione presso il Conservatorio nazionale d'arte drammatica. Ebbe come studenti futuri attori come Suzanne Flon, Claude Brosset, Guy Tréjan, Elizabeth Alain, Jacques Lassalle e Michel Duchaussoy.
Prese parte ad alcuni film statunitensi come Il giorno più lungo (1962) di Ken Annakin, Il giorno dopo (1965) di Robert Parrish e Il processo (1962) di Orson Welles.
Si ritirò a vita privata nel 1984, dedicandosi nel tempo libero alla pittura. Dopo aver trascorso diversi anni a Pennedepie, si stabilì a Villerville, dove morì nel 1993 all'età di 96 anni.
Era sposato con Fernande Thabuy, morta nel 1997, dalla quale ebbe quattro figli.

## Filmografia

### Cinema
- La faute d'orthographe, regia di Jacques Feyder (1918)
- Le carnaval des vérités, regia di Marcel L'Herbier (1919)
- Le fils de monsieur Ledoux, regia di Henry Krauss (1919)
- Villa destin, regia di Marcel L'Herbier (1920)
- L'Atlantide, regia di Jacques Feyder (1921)
- Molière, sa vie, son œuvre, regia di Jacques de Féraudy (1922)
- L'homme à la barbiche , regia di Louis Valray (1932)
- Le train de huit heures quarante-sept, regia di Henry Wulschleger (1934)
- Les Souliers, regia di Maurice Cloche (1935)
- Folies Bergère de Paris, regia di Roy Del Ruth (1935)
- Mayerling, regia di Anatole Litvak (1936)
- Taras Bulba (Tarass Boulba), regia di Alexis Granowsky (1936)
- Le vagabond bien-aimé , regia di Curtis Bernhardt (1936)
- Altitude 3.200, regia di Jean Benoît-Lévy e Marie Epstein (1938)
- Alerte en Méditerranée, regia di Léo Joannon (1938)
- L'angelo del male (La bête humaine), regia di Jean Renoir (1938)
- L'avventuriero di Venezia (Volpone), regia di Maurice Tourneur (1941)
- Primo appuntamento (Premier Rendez-vous), regia di Henri Decoin (1941)
- Due donne innamorate (Premier bal), regia di Christian-Jaque (1941)
- L'assassinio di Papà Natale (L'assassinat du Père Noël), regia di Christian-Jaque (1941)
- Tempesta (Remorques), regia di Jean Grémillon (1941)
- Tragica gloria (Le lit à colonnes), regia di Roland Tual (1942)
- L'amore e il diavolo (Les visiteurs du soir), regia di Marcel Carné (1942)
- La loi du 21 juin 1907, regia di Sacha Guitry (1942)
- Foresta tragica (La grande marnière), regia di Jean de Marguenat (1943)
- Untel père et fils, regia di Julien Duvivier (1943)
- La casa degli incubi (Goupi mains rouges), regia di Jacques Becker (1943)
- Des jeunes filles dans la nuit, regia di René Le Hénaff (1943)
- L'homme de Londres, regia di Henri Decoin (1943)
- Etoiles de demain, regia di René Guy-Grand (1943)
- Béatrice devant le désir, regia di Jean de Marguenat (1944)
- La fille aux yeux gris, regia di Jean Faurez (1945)
- Silenziosa minaccia (Sortilèges), regia di Christian-Jaque (1945)
- La fille du diable, regia di Henri Decoin (1946)
- La rose de la mer, regia di Jacques de Baroncelli (1946)
- Danger de mort, regia di Gilles Grangier (1947)
- L'eterno conflitto (Éternel conflit), regia di Georges Lampin (1948)
- L'ombre, regia di André Berthomieu (1948)
- Pattes blanches, regia di Jean Grémillon (1949)
- Per l'amore di mia figlia (Le mystère Barton), regia di Charles Spaak (1949)
- Storie fuori dall'ordinario (Histoires extraordinaires à faire peur ou à faire rire...), regia di Jean Faurez (1949)
- Sua Maestà il fabbro ferraio (Monseigneur), regia di Roger Richebé (1949)
- La ragazza di Trieste (Les loups chassent la nuit), regia di Bernard Borderie (1952)
- Atto d'amore (Act of love), regia di Anatole Litvak (1953)
- Papà, mammà, la cameriera ed io... (Papa, maman, la bonne et moi), regia di Jean-Paul Le Chanois (1954)
- Shaitan, il diavolo avventuroso (Fortune carrée), regia di Bernard Borderie (1955)
- Uomini in bianco (Les hommes en blanc), regia di Ralph Habib (1955)
- Papà, mammà, mia moglie ed io (Papa, maman, ma femme et moi), regia di Jean-Paul Le Chanois (1955)
- On ne badine pas avec l'amour, regia di Jean Desailly (1955)
- La legge della strada (La loi des rues), regia di Ralph Habib (1956)
- Le diavolerie di Till (Les Aventures de Till l'espiègle), regia di Gérard Philipe e Joris Ivens (1956)
- Colui che deve morire (Celui qui doit mourir), regia di Jules Dassin (1957)
- Quando l'odio brucia (Les Violents), regia di Henri Calef (1957)
- I miserabili (Les Misérables), regia di Jean-Paul Le Chanois (1958)
- L'amante pura (Christine), regia di Pierre Gaspard-Huit (1958)
- Il colore della pelle (J'irai cracher sur vos tombes), regia di Michel Gast (1959)
- Cartagine in fiamme, regia di Carmine Gallone (1960)
- Tra due donne (Recours en grâce), regia di László Benedek (1960)
- La verità (La Vérité), regia di Henri-Georges Clouzot (1960)
- Il grosso rischio (The Big Gamble), regia di Richard Fleischer e Elmo Williams (1961)
- Il giorno più lungo (The Longest Day), regia di Ken Annakin, Andrew Marton, Bernhard Wicki e Darryl Zanuck (1962)
- Freud - Passioni segrete (Freud, the Secret Passion), regia di John Huston (1962)
- Il processo (The Trial), regia di Orson Welles (1962)
- Uno dei tre (Le Glaive et la Balance), regia di André Cayatte (1963)
- Il giorno dopo (Up From the Beach), regia di Robert Parrish (1965)
- La communale, regia di Jean L'Hôte (1965)
- Sous le signe du taureau, regia di Gilles Grangier (1969)
- La favolosa storia di Pelle d'Asino (Peau d'âne), regia di Jacques Demy (1970)
- Dacci oggi i nostri soldi quotidiani  (Moi y'en a vouloir des sous), regia di Jean Yanne (1973)
- Bel ordure, regia di Jean Marbœuf (1973)
- La mia legge (Les granges brûlées), regia di Jean Chapot (1973)
- I cinesi a Parigi (Les Chinois à Paris), regia di Jean Yanne (1974)
- Alice (Alice ou la dernière fugue), regia di Claude Chabrol (1977)
- Autopsia di un mostro (À chacun son enfer), regia di André Cayatte (1977)
- Mille miliardi di dollari  (Mille milliards de dollars), regia di Henri Verneuil (1982)
- I miserabili (Les Misérables), regia di Robert Hossein (1982)

## Doppiaggio
- Voce del re in La pastorella e lo spazzacamino (La bergère et le ramoneur) (1952)
- Voce narrante del documentario Moïse (1953)
- Voce narrante del documentario Masques et visages de James Ensor (1953)

## Doppiatori italiani
- Augusto Marcacci in Papà, mammà, la cameriera ed io..., L'amante pura
- Amilcare Pettinelli in I miserabili (1958)
- Bruno Persa in La verità
- Lauro Gazzolo in Il giorno più lungo
- Sergio Tedesco in L'angelo del male
- Giorgio Capecchi in Freud - Passioni segrete
- Arturo Dominici in La favolosa storia di Pelle d'Asino